# Porretta Terme

Porretta Terme est un hameau italien de la nouvelle comune sparso d'Alto Reno Terme, créée le 1er janvier 2016 par la fusion des territoires des anciennes communes de Porretta Terme et Granaglione, située dans la ville métropolitaine de Bologne dans la région de l'Émilie-Romagne dans le nord-est de l'Italie.

## Personnalités liées à Porretta Terme
- Serafino Capponi (1536-1614), théologien italien, née dans la commune
- Francesco Gonzaga (1444-1483), cardinal italien, mort dans la commune

## Administration
| Période                                  | Période | Identité | Étiquette | Qualité |
| ---------------------------------------- | ------- | -------- | --------- | ------- |
|                                          |         |          |           |         |
| Les données manquantes sont à compléter. |         |          |           |         |

### Communes limitrophes
Castel di Casio, Gaggio Montano, Lizzano in Belvedere, Pistoia

## Galerie

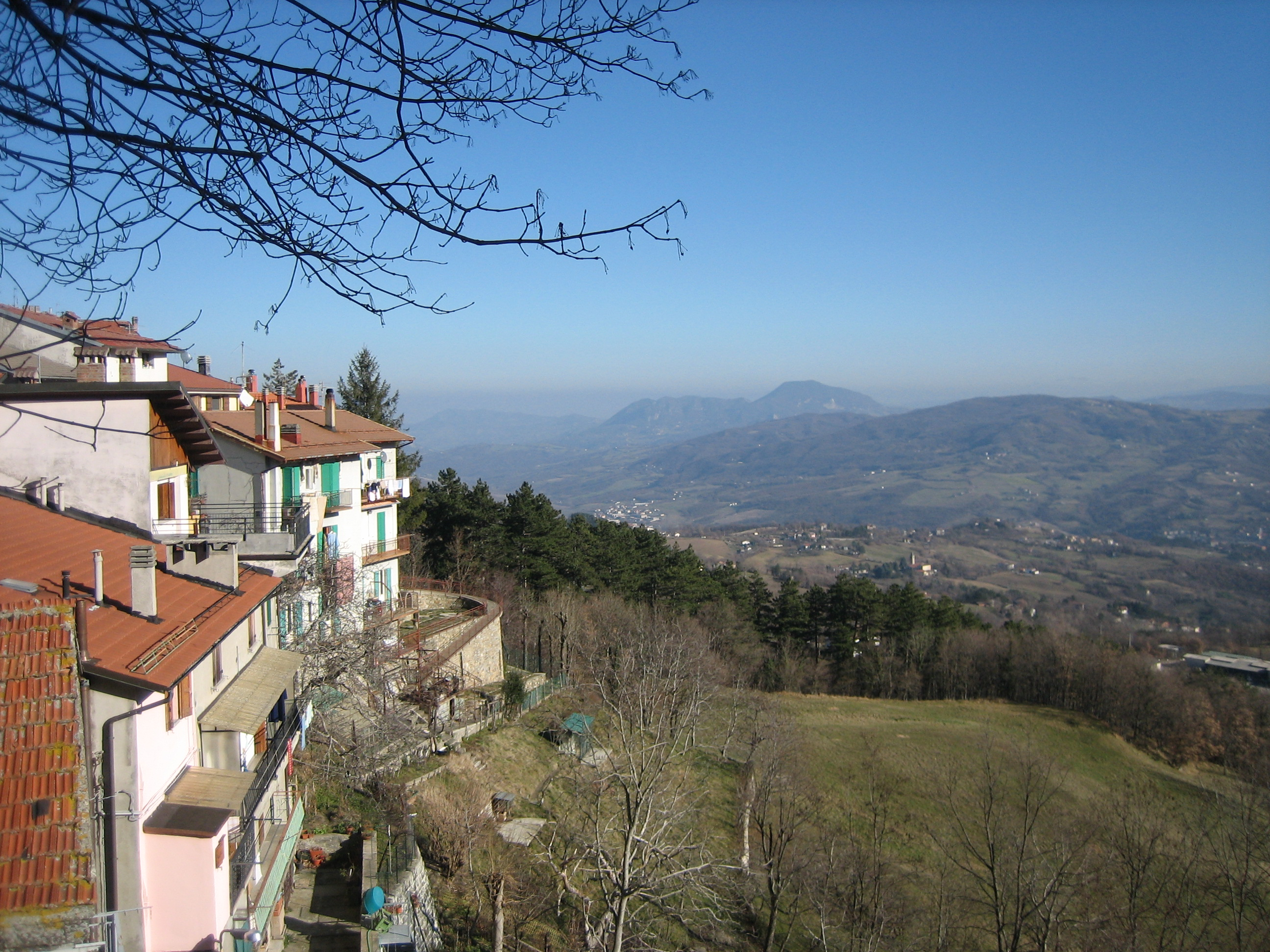
Panorama du hameau de Castelluccio, Porretta Terme
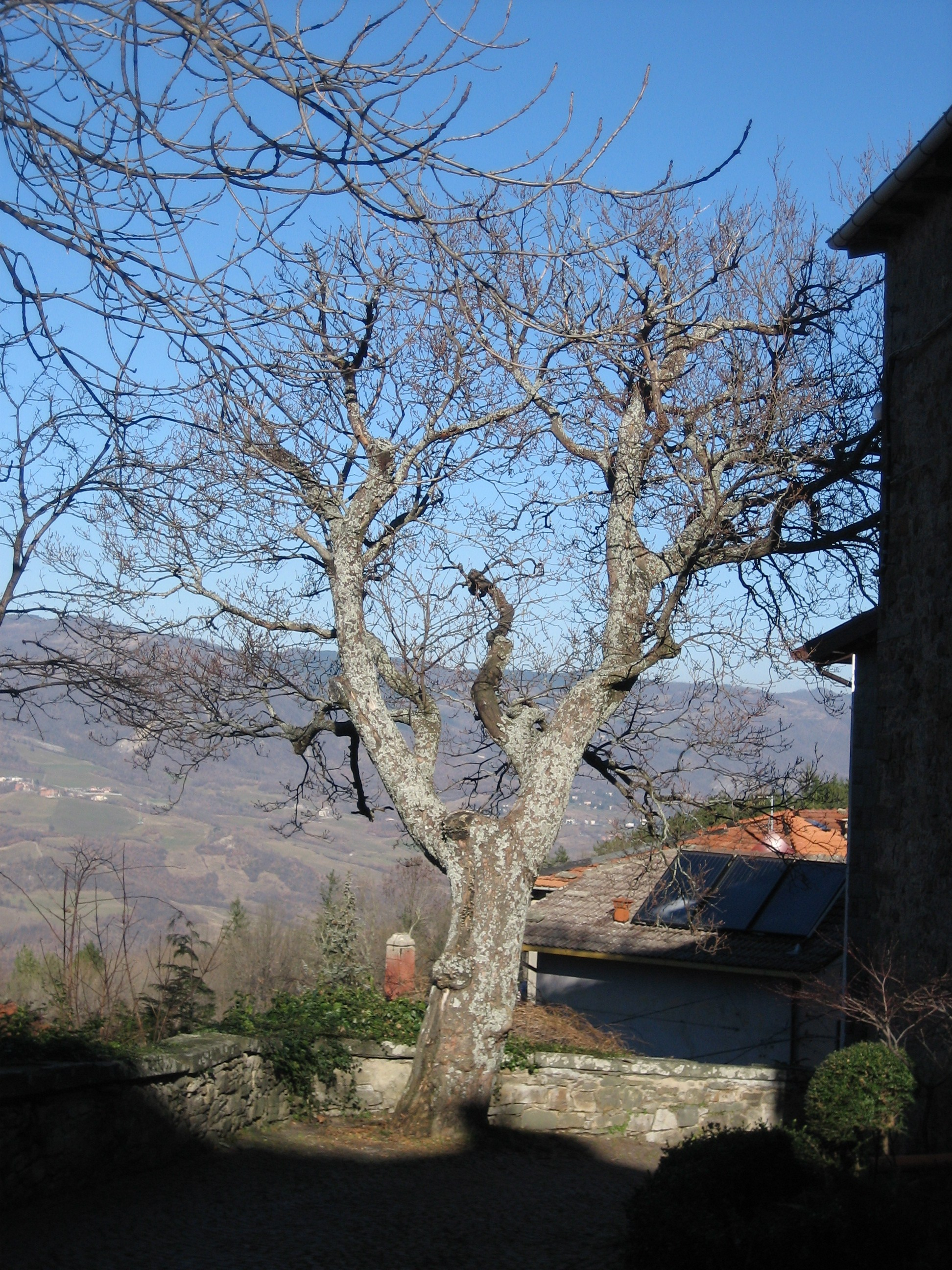
Le hameau de Castelluccio
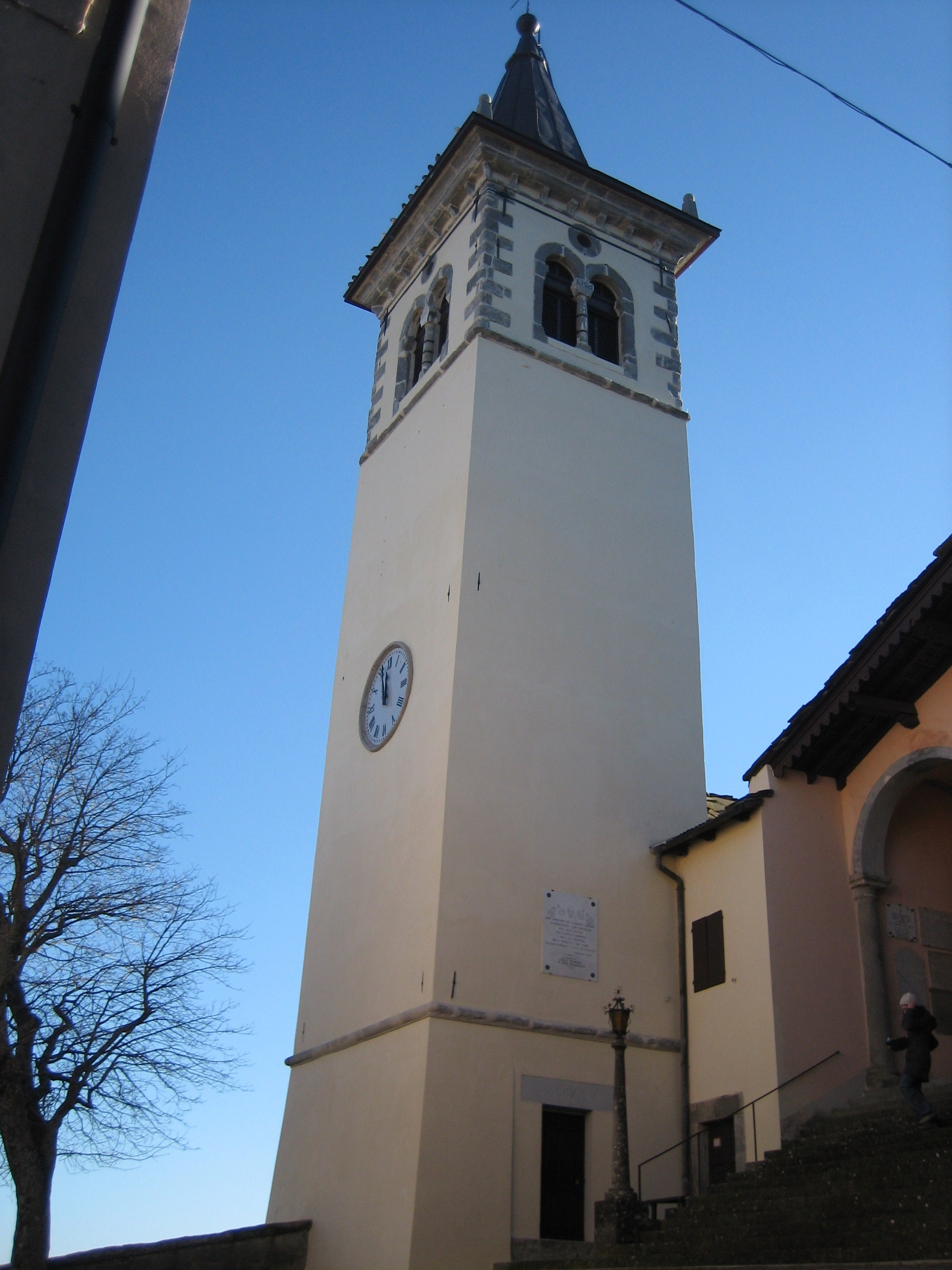
Clocher de l'église de Castelluccio
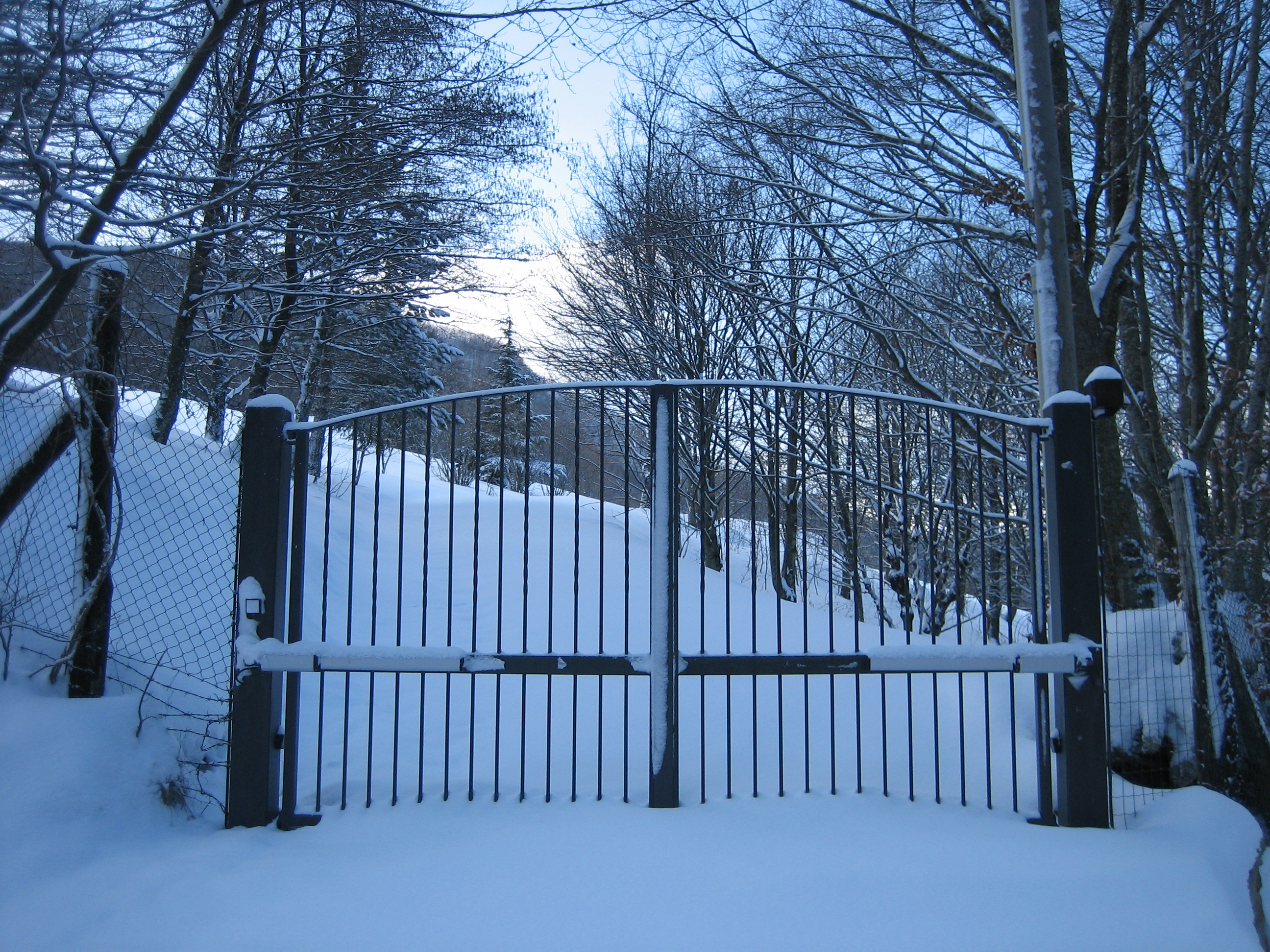
Image d'hiver dans le hameau de La Pennola